# Dark Ages
Dark Ages – piąty album grupy Soulfly wydany 4 października 2005 roku przez Roadrunner Records.
Wyróżniony przez polskie wydanie miesięcznika Metal Hammer jako album miesiąca.

## Opis
Według Maxa Cavalery na nazwę albumu (tytułowe mroczne czasy) i jego wydźwięk wpływ wywarły morderstwo jego przyjaciela, gitarzysty Dimebaga Darrella (9 grudnia 2004) oraz nagła śmierć jego wnuka, Mosesa (syn Christiny tj. jego pasierbicy), który zmarł 10 grudnia 2004 w Serbii. Muzycznie treść płyty stanowił mocniejszy powrót do thrash metalu.
Poza USA lider Max Cavalera dokonywał nagrań na album w Rosji, Serbii, we Francji (Soulfly V), w Turcji (meczet).
Utwór "Corrosion Creeps" został zadedykowany Chuckowi Schuldinerowi, członkowi grupy Death. Jego pierwotny tytuł nazywał się „Death Song”.
W utworze „Stay Strong”, poświęconym pamięci Dany Wellsa, wystąpił jego rodzony brat, Richie Cavalera.
W utworze „Molotov” zaśpiewali Billy Milano (Stormtroopers of Death) i Rosjanin Paul Fillipenko (FAQ).
Utwór "Fuel The Hate", rozpoczynający się od wyrecytowanych słów Monday, July 16th, 1945, 5:30am, dotyczy bezpośrednio testów nuklearnych Trinity, przeprowadzonych przez Stany Zjednoczone 16 lipca 1945 roku. Utwór "Salmo-91" to "Psalm 91".
Płytę promowały teledyski do utworów "Carved Inside" oraz "Frontlines" w reżyserii Milosa Djukelica.

## Lista utworów
1. "The Dark Ages" – 0:48
2. "Babylon" – 3:53
3. "I And I" – 3:15
4. "Carved Inside" – 3:35
5. "Arise Again" – 4:10
6. "Molotov" – 1:57
7. "Frontlines" – 4:34
8. "Innerspirit" – 5:15
9. "Corrosion Creeps" – 4:26
10. "Riot Starter" – 5:00
11. "Bleak" – 4:56
12. "(The) March" – 1:18
13. "Fuel The Hate" – 4:12
14. "Stay Strong" – 8:13
15. "Soulfly V" (instrumentalny) – 10:50

Utwory bonusowe:
16. "Salmo-91"
17. "Prophecy" (live)
18. "Seek 'n' Strike" (live)
Znalazły się one w wersji Digipack limitowana edycja - Roadrunner Records, 2005 - nr RR8191DG.

### Płyta winylowa (2005)
| 1. "The Dark Ages" 2. "Babylon" 3. "I And I" 4. "Carved Inside" 5. "Arise Again" 6. "Molotov" 7. "Frontlines" 8. "Innerspirit" 9. "Corrosion Creeps" | 1. "Riot Starter" 2. "Bleak" 3. "(The) March" 4. "Fuel The Hate" 5. "Stay Strong" 6. "Soulfly V" |

Była to limitowana edycja - Roadrunner Records, 2005.

## Twórcy
| - Max Cavalera - gitara elektryczna, śpiew, sitar, berimbau, producent muzyczny - Marc Rizzo - gitara elektryczna, gitara flamenco, śpiew - Joe Nunez - perkusja - Bobby Burns - gitara basowa - Nemanja "Coyote" Kojić (Eyesburn) - śpiew w utworze '"Innerspirit" - Paul Fillipenko (FAQ) - śpiew w utworze '"Molotov" - Billy Milano (Stormtroopers of Death) - śpiew w utworze "Molotov" - David Ellefson (Megadeth) – gitara basowa w utworze "Riotstarter" - Richie Cavalera - śpiew w utworze "Staystrong" - Stefane Goldman - sitar, mandolina, gitara akustyczna, syntezator Korg - Alexander Yushin - bajan - Alexander Hrenov - bałałajka - Vitaly Hrenov - bałałajka | - John Watkinson Gray - inżynier dźwięku, miksowanie, programowanie - June Murakawa - asystent - Michael Whelan - ilustracje - Leo Zulueta - logo - Gloria Cavalera - producent wykonawczy, management - Milan "Bare" Barković - inżynier dźwięku - John Bilberry - asystent inżyniera dźwięku - Darya Jubenko - inżynier dźwięku - Matt Marksbary - asystent inżyniera dźwięku - Justin Salter - asystent inżyniera dźwięku - Christina Stojanovic - management - Monte Conner - A&R - Terry Date - mastering, miksowanie - Ted Jensen - mastering |